# U16-os Ázsia-bajnokság
Az U16-os Ázsia-bajnokság (angolul: AFC U-16 Championship) egy az AFC által kiírt nemzetközi labdarúgótorna, a 16 éven aluli labdarúgók számára.
Az első torna 1985-ben volt. 1986 óta két évenként rendezik meg és egyben selejtező is az U17-es labdarúgó-világbajnokságra.
1985 és 1990 között U16-os, 1992 és 2006 között U17-es, 2008 óta pedig ismét U16-os tornát rendeznek.
A jelenlegi címvédő Észak-Korea, a legsikeresebb válogatottak: Kína, Japán, Észak-Korea, Omán, Szaúd-Arábia és Dél-Korea csapata 2-2 győzelemmel.

## Eddigi eredmények
| Év             | Rendező                 |                | Döntő            | Döntő                     | Döntő                             |                  | Bronzmérkőzés | Bronzmérkőzés | Bronzmérkőzés |
| Év             | Rendező                 | Győztes        | Eredmény         | Döntős                    | 3. helyezett                      | Eredmény         | 4. helyezett  |               |               |
| 1985 Részletek | Katar                   | · Szaúd-Arábia | 4–3              | · Katar                   | Irak                              | 1–0              | · Thaiföld    |               |               |
| 1986 Részletek | Katar                   | · Dél-Korea    | 0–0 (5–4) (b.u.) | · Katar                   | · Szaúd-Arábia                    | 2–0              | · Észak-Korea |               |               |
| 1988 Részletek | Thaiföld                | · Szaúd-Arábia | 2–0              | · Bahrein                 | · Kína                            | 1–1 (4–3) (b.u.) | Irak          |               |               |
| 1990 Részletek | Egyesült Arab Emírségek | · Katar        | 2–0              | · Egyesült Arab Emírségek | · Kína                            | 5–0              | · Indonézia   |               |               |
| 1992 Részletek | Szaúd-Arábia            | · Kína         | 2–2 (8–7) (b.u.) | · Katar                   | · Szaúd-Arábia                    | 2–1              | · Észak-Korea |               |               |
| 1994 Részletek | Katar                   | · Japán        | 1–0 (h.u.)       | · Katar                   | · Omán                            | 3–2              | · Bahrein     |               |               |
| 1996 Részletek | Thaiföld                | · Omán         | 1–0              | · Thaiföld                | · Bahrein                         | 0–0 (4–1) (b.u.) | · Japán       |               |               |
| 1998 Részletek | Katar                   | · Thaiföld     | 1–1 (3–2) (b.u.) | · Katar                   | · Bahama-szigetek                 | 5–1              | · Dél-Korea   |               |               |
| 2000 Részletek | Vietnám                 | · Omán         | 1–0              | · Irán                    | · Japán                           | 4–2              | · Vietnám     |               |               |
| 2002 Részletek | Egyesült Arab Emírségek | · Dél-Korea    | 1–1 (5–3) (b.u.) | · Jemen                   | · Kína                            | 1–0              | · Üzbegisztán |               |               |
| 2004 Részletek | Japán                   | · Kína         | 1–0              | · Észak-Korea             | · Katar                           | 2–1              | · Irán        |               |               |
| 2006 Részletek | Szingapúr               | · Japán        | 4–2 (h.u.)       | · Észak-Korea             | · Tádzsikisztán                   | 3–3 (5–4) (b.u.) | · Szíria      |               |               |
| 2008 Részletek | Üzbegisztán             | · Irán         | 2-1              | · Dél-Korea               | · Egyesült Arab Emírségek · Japán | [ n 1 ]          |               |               |               |
| 2010 Részletek | Üzbegisztán             | · Észak-Korea  | 2-0              | · Üzbegisztán             | · Ausztrália · Japán              | [ n 1 ]          |               |               |               |
| 2012 Részletek | Irán                    | · Üzbegisztán  | 1-1 (3–1) (b.u.) | · Japán                   | · Irak · Irán                     | [ n 1 ]          |               |               |               |
| 2014 Részletek | Thaiföld                | · Észak-Korea  | 2-1              | · Dél-Korea               | · Ausztrália · Szíria             | [ n 1 ]          |               |               |               |
| 2016 Részletek | India                   |                |                  |                           |                                   |                  |               |               |               |

- h.u. – hosszabbítás után
- b.u. – büntetők után

1. 1 2 3 4  Nem rendeztek mérkőzést a 3. helyért.

## Éremtáblázat
| Poz. | Ország                  |   |   |   |   |
| ---- | ----------------------- | - | - | - | - |
| 1    | Észak-Korea             | 2 | 2 | 0 | 4 |
| 1    | Dél-Korea               | 2 | 2 | 0 | 4 |
| 2    | Japán                   | 2 | 1 | 1 | 4 |
| 3    | Kína                    | 2 | 0 | 3 | 5 |
| 4    | Szaúd-Arábia            | 2 | 0 | 2 | 4 |
| 5    | Omán                    | 2 | 0 | 1 | 3 |
| 6    | Katar                   | 1 | 5 | 1 | 7 |
| 7    | Irán                    | 1 | 1 | 0 | 2 |
| 7    | Thaiföld                | 1 | 1 | 0 | 2 |
| 7    | Üzbegisztán             | 1 | 1 | 0 | 2 |
| 8    | Bahrein                 | 0 | 1 | 2 | 3 |
| 9    | Egyesült Arab Emírségek | 0 | 1 | 0 | 1 |
| 9    | Jemen                   | 0 | 1 | 0 | 1 |
| 10   | Irak                    | 0 | 0 | 1 | 1 |
| 10   | Tádzsikisztán           | 0 | 0 | 1 | 1 |